# Syntetický soud
Syntetický soud (syntetický výrok, syntetická věta) je takový výrok (či věta), jehož predikát není obsažen v podmětu. Predikát zde vypovídá o podmětu něco nového, co není obsahem jeho definice, a rozšiřuje tak poznání. Příkladem syntetické věty je výrok:
„Dinosauři vymřeli.“
Opakem je analytický soud, kde predikát naopak vyplývá z vlastností podmětu. 

## Kantova filosofie
Analytické soudy se vyznačují tím, že jsou logicky nutné a naprosto obecné. Protože syntetický soud neplyne nutně z definice podmětu, vzniká obvykle indukcí a je patrně založen na nějaké zkušenosti. Většina syntetických soudů patří proto podle Kanta mezi soudy a posteriori (následné) a může být také klamná. Důležitým bodem Kantovy filosofie je otázka, zda existují také syntetické soudy a priori, které podle něho tvoří obsah "čistého rozumu". Kant se domníval, že jsou to například soudy matematické a logické, které neplynou ze zkušenosti a přitom nejsou pouze dedukcí z pojmu.